# Tentativas
"Tentativas" é uma canção da cantora e compositora brasileira Marília Mendonça, lançada como single em 14 de fevereiro de 2020 pela gravadora Som Livre.

## Composição
Assim como todas as canções do projeto intinerante Todos os Cantos, "Tentativas" não é uma música autoral. Seus compositores são Gabriel Agra, Luiz Henrique Paloni, Thiago Teg, Graciano Teg e Matheus Marcolino. A canção aborda um relacionamento em crise e próximo do fim pela falta de respeito e diálogo entre o casal.

## Gravação
A canção estava prevista para ser gravada em 21 de outubro de 2019 na Praça do Papa em Vitória, no Espírito Santo. A Prefeitura de Vitória foi favorável à gravação, sobretudo pelo impacto midiático que iria retornar. No entanto, a Polícia Militar não autorizou a gravação porque a data coincidiria com a recepção das delegações da Copa do Mundo FIFA Sub-17 e não seria garantido dois eventos de grande proporção ao mesmo tempo. Um mês antes, em Belo Horizonte, o show de Marília Mendonça para a gravação de "Graveto" enfrentou problemas com violência e falta de segurança. Se a gravação tivesse sido aprovada, Vitória teria sido a última cidade brasileira a receber uma gravação ao vivo da cantora, que morreu em 2021.
Marília Mendonça lamentou a recusa e fez reclamações nas redes sociais. Ela disse: "Se estivéssemos pedindo dinheiro, eu entenderia. Agora: eu quero valorizar o turismo na sua cidade, trazendo um show grátis para sua população, posso? Porta na cara! Não fazem e não deixam que façam".
Como o projeto tinha datas e cidades estabelecidas, Marília Mendonça resolveu gravar "Tentativas" em estúdio. Com a gravidez avançada, a cantora decidiu fazer um videoclipe em Vitória, na Praia Boca da Baleia. Ela justificou a escolha do local por se tratar de ter sido onde viu o mar pela primeira vez na vida.
Na ocasião de lançamento, "Tentativas" foi anunciada pela imprensa como o primeiro videoclipe de Marília Mendonça pela maior parte de seus vídeos serem ao vivo. No entanto, o primeiro videoclipe da cantora foi "Transplante", de 2017, canção gravada com participação de Bruno & Marrone.

## Lançamento e recepção
"Tentativas" foi lançada como single em 14 de fevereiro de 2020 simultaneamente com sua versão em videoclipe, e teve uma recepção menor em relação a outras canções do projeto, sobretudo por ter sido lançada apenas um mês depois de "Graveto", música de maior sucesso de 2020. Em dezembro de 2021, o videoclipe tinha 78 milhões de visualizações no YouTube.